# Katharina Fritsch
Katharina Fritsch (* 14. Februar 1956 in Essen) ist eine bildende Künstlerin, die seit den 1980er-Jahren mit ihren Plastiken internationale Anerkennung erlangt hat.

## Leben und Werk
Katharina Fritsch lebt und arbeitet in Düsseldorf. Seit 2001 hat sie eine Künstlerische Professur für Bildhauerei an der Kunstakademie Münster (Hochschule für Bildende Künste). Ab Sommersemester 2010 hat Katharina Fritsch eine Professur für Bildhauerei an der Kunstakademie Düsseldorf.
Fritschs Vater war Architekt. Zunächst studierte sie Geschichte und Kunstgeschichte in Münster. 1977 brach sie dieses Studium ab und wechselte zur Kunstakademie Düsseldorf. Dort studierte sie bei Fritz Schwegler. Danach widmete sie sich der Malerei. Erste plastische Arbeiten entstanden im Jahre 1979. Sie beendete ihr Studium 1984.
Warengestell mit Madonnen (Gelbe Madonnen) (1987–1989) aus dem Bestand der Staatsgalerie Stuttgart

Link zum Bild

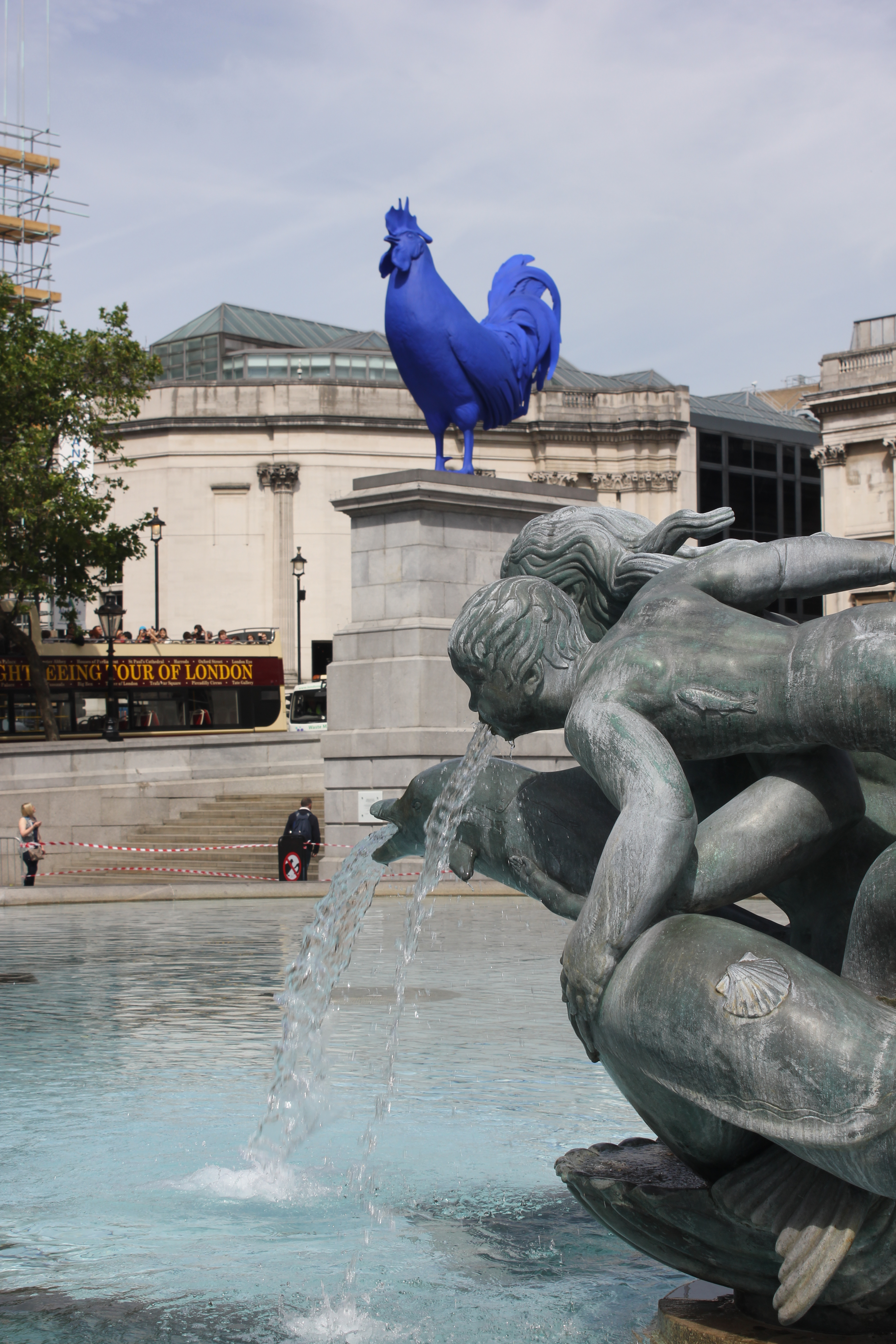
Hahn/Cock (2013), Trafalgar Square, London

Der internationale Durchbruch gelang ihr in der Ausstellung Von hier aus – Zwei Monate neue deutsche Kunst in Düsseldorf 1984 in Düsseldorf. Ihren Elefanten stellte sie erstmals 1987 im Krefelder Kaiser-Wilhelm-Museum aus, 2002 in der Bel Etage im K21 und 2022 bei der 59. Venedig Biennale. Das Werk führte zu Diskussionen in den europäischen und amerikanischen Kunstzeitschriften, so dass die lebensgroßen Skulpturen der Künstlerin zu ihrem Aushängeschild wurden. Manchen galt eine 1987 in der Fußgängerzone von Münster aufgestellte Lourdes-Madonna als Provokation. 1995 vertrat sie Deutschland bei der Biennale in Venedig und hatte 2001 eine Ausstellung in der Tate Gallery.
Die Skulpturen von Katharina Fritsch sind lebens- bis übergroße Darstellungen, die durch monochrome Farbgebungen auf die Form an sich reduziert werden. Ihr Konzept beschreibt Fritsch in einem Gespräch mit der Westdeutschen Zeitung vom 25. Juli 2011 mit „Ein Ding, eine Farbe“. Dabei dient die Farbe als Identifizierungsmerkmal, Stimmungsträger und Metapher für bestimmte Eigenschaften. Diese Darstellung nimmt der Skulptur ihre Individualität und vermittelt dabei eine Art Warencharakter. Als Motive dienen häufig Bildthemen aus der Konsumwelt (in den 1980er Jahren) und Anspielungen auf Träume und Mythen (in den 1990er Jahren).
Katharina Fritsch ist Mitglied im Deutschen Künstlerbund und seit 2010 ordentliches Mitglied der Nordrhein-Westfälischen Akademie der Wissenschaften und der Künste.
Die bei der Kunstmesse Art Basel beim Stand der Matthew Marks Gallery auf einem etwa 1 m hohen Podest ausgestellte Skulptur Fliege wurde am 16. Juni 2019 von einem 3-jährigen Kind berührt und landete unsanft am Boden, wodurch die filigranen Flügel abbrachen.

## Werke (Auswahl)
- 1987: Elefant
- 1988: Geldkisten, Wühltisch
- 1991/92: Mann und Maus in der Kunstsammlung Nordrhein-Westfalen, Düsseldorf
- 1993: Rattenkönig
- 1995: Kind mit Pudeln
- 1988: Tischgesellschaft im Museum für Moderne Kunst – MMK, Frankfurt am Main
- 1999: Mönch, Doktor in der Kunstsammlung Nordrhein-Westfalen, Düsseldorf
- 1999: Hexenhaus und Pilz und Kugeln
- 2001: Händler in der Kunstsammlung Nordrhein-Westfalen, Düsseldorf
- 2013: Hahn/Cock auf der Vierten Plinthe auf dem Trafalgar Square, London

## Auszeichnungen
- 1984: Kunstpreis Rheinische Post, Düsseldorf
- 1989: Kunstpreis Glockengasse, Köln
- 1994: Coutts & Co. International Award, London
- 1996: Kunstpreis Aachen
- 1999: Kunstpreis Junge Stadt sieht junge Kunst der Stadt Wolfsburg
- 2002: Konrad-von-Soest-Preis des Landschaftsverbandes Westfalen-Lippe
- 2008: Piepenbrock Preis für Skulptur
- 2014: Kunstpreis der Landeshauptstadt Düsseldorf
- 2022: Goldener Löwe der 59. Biennale Venedig für ihr Lebenswerk[5]
- 2025: Goslarer Kaiserring[6]